# 浦安市
浦安市（日语：／ Urayasu shi */?）是日本千叶县的城市。因市內的东京迪士尼乐园而全國知名。

## 地理
位於東京灣最內部，由舊江戶川（江戸時代前為太日川）河口左岸的低平自然堤防、三角洲與埋立地所組成。約四分之三的市域是1960年代後半以後填海造陸所形成。舊聚落在江戶川支流境川兩岸的自然堤防上。
市內沒有山丘。中央公園內有座高14公尺的人造山，通稱「浦安富士」。

### 河川
- 舊江戶川（日语：旧江戸川）（きゅうえどがわ）
- 境川（日语：境川 (浦安市)）（さかいがわ）－今川、江間川（えまっか）
- 堀江川（日语：堀江川）（ほりえがわ）
- 見明川（日语：見明川）（みあけがわ）
- 貓實川（日语：猫実川）（ねこざねがわ）

## 地域
近年，因前往東京都心的通勤時間短且便利，同時是東京迪士尼度假區所在地，加上以填海地為中心打造的優良居住環境，公寓林立。都市再生機構等在新町地區的Marina East（マリナイースト）地區進行開發計畫，道路寬廣、公園眾多而綠意盎然。但由於浦安市有七成以上是填海地，因此地盤脆弱。2011年日本東北地方太平洋近海地震造成的土壤液化超越了該市防災計畫所預估的災情，迪士尼也因此暫時關閉。此外，由於填海地區伸入東京灣，海風強勁，新町地區的高層公寓禁止曬棉被。

### 大字
浦安市現有19大字，除港以外的18大字已實施住居表示（舞濱僅二、三丁目）。
- 元町地區－自古發展的浦安町域
- 中町地區－第1期填海地（1962年－1975年）
- 新町地區－第2期填海地（1975年－1981年）

元町地區
- 北榮（日语：北栄 (浦安市)）
- 當代島（日语：当代島）
- 貓實（日语：猫実 (浦安市)）
- 富士見（日语：富士見 (浦安市)）
- 堀江（日语：堀江 (浦安市)）

中町地區　
- 今川（日语：今川 (浦安市)）
- 入船（日语：入船 (浦安市)）
- 海樂（日语：海楽 (浦安市)）
- 鋼鐵通（日语：鉄鋼通り）
- 富岡（日语：富岡 (浦安市)）
- 東野（日语：東野 (浦安市)）
- 辯天（日语：弁天 (浦安市)）
- 舞濱
- 美濱（日语：美浜 (浦安市)）

新町地區　
- 明海（日语：明海 (浦安市)）
- 高洲（日语：高洲 (浦安市)）
- 千鳥（日语：千鳥 (浦安市)）
- 日之出（日语：日の出 (浦安市)）
- 港（日语：港 (浦安市)）

## 歷史

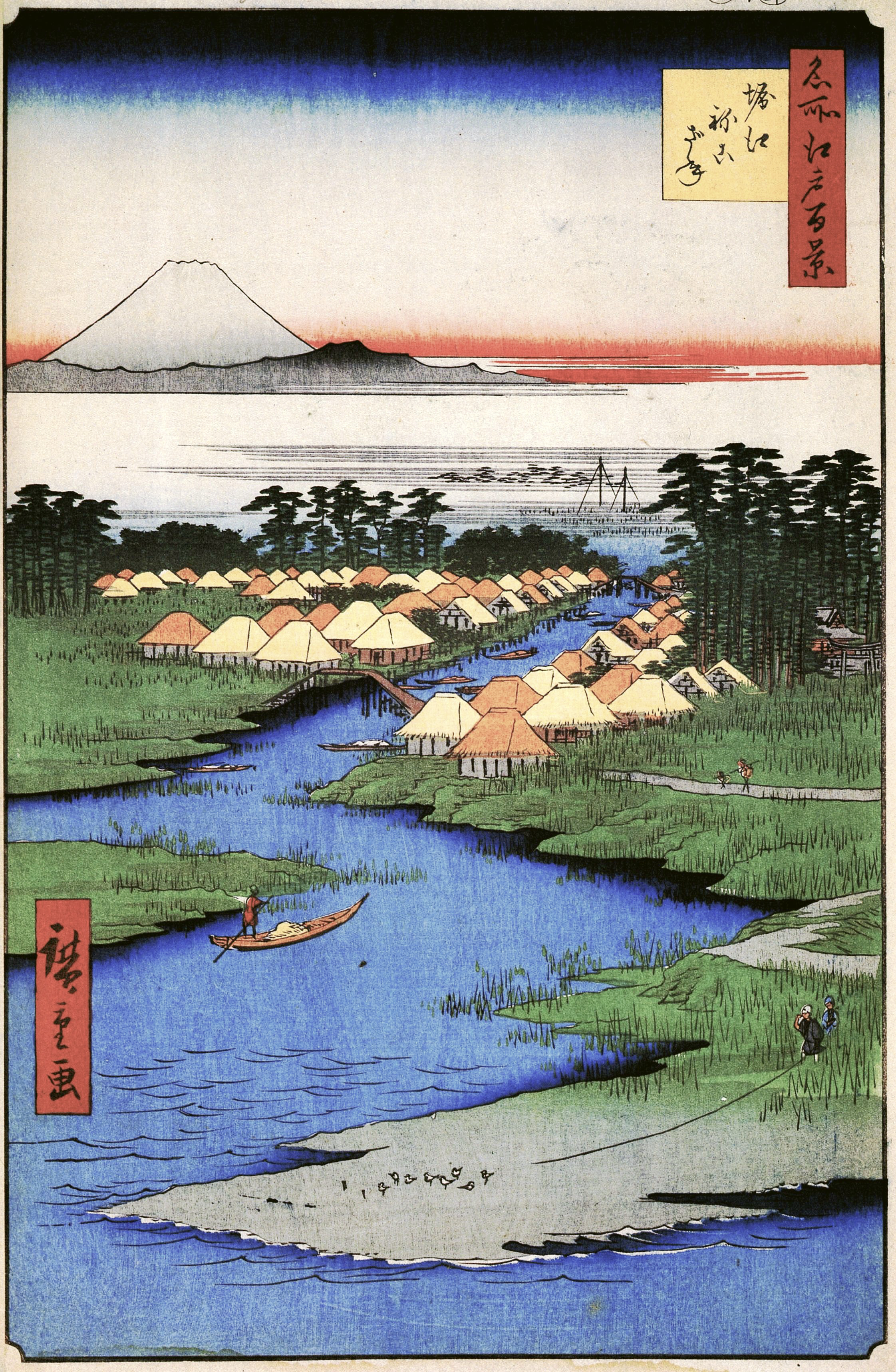
名所江戶百景「堀江ねこざね」

### 聚落形成
- 1157年（保元2年）　現在浦安市內的聚落誕生。
- 1415年（應永22年）　貓真（現貓實）設有中山法華經寺（日语：法華経寺）傘下的講（日语：講）。
- 1603年（慶長8年）　堀江、貓實、當代島3村為幕府天領（堀江有向井忠勝（日语：向井忠勝）陣屋）。
- 1873年（明治6年）　編入千葉縣。

### 浦安村、浦安町
- 1889年（明治22年）4月　堀江、貓實、當代島3村合併成立浦安村，浦安小學校開校。
- 1894年（明治27年）　東京高橋→浦安→行德的定期船啟航（通稱「通船」「葛飾丸」）。
- 1909年（明治42年）9月　町制施行，成立東葛飾郡（日语：東葛飾郡）浦安町成立。
- 1919年（大正8年）　東京灣一帶的風暴潮造成全町淹沒（大正6年大海嘯（日语：関東大水害））。
- 1921年（大正11年）　浦安、八幡間的葛飾乘合自動車道開通。
- 1940年（昭和15年）　浦安橋竣工，東京乘合自動車道開通（通稱「青巴士」）。
- 1944年（昭和19年）　東京大空襲。
- 1947年（昭和22年）
  - 4月　第1回町長選舉，宇田川謹二當選。
  - 5月　浦安中學校開校。
  - 11月　自治體警察「葛南警察署」成立。
- 1949年（昭和24年）9月　浦安町漁業協同組合成立。
- 1951年（昭和26年）6月　浦安町、南行德町組合立葛南醫院開院。
- 1958年（昭和33年）　「黑水事件（日语：江戸川漁業被害）」（浦安事件）。
  - 4月　本州製紙（日语：本州製紙）江戶川工廠被發現偷排製造瓦楞紙的廢水。[1]。
  - 6月　漁民抗議偷排廢水，與警察在工廠發生衝突（105人受傷）[2][3][4]。
  - 12月　因浦安事件，制定日本第一條水質規範法律《公共水域水質保全法（日语：公共用水域の水質の保全に関する法律）》（水質保全法）與工廠排水限制法（日语：工場排水等の規制に関する法律）（工場排水規制法）[5]。
- 1962年（昭和37年）　因黑水事件，本州製紙支付漁民補償金，之後因漁業不振，放棄部分漁業權（日语：漁業権）。以此為契機，興起填海造陸的地域再生論。
- 1964年（昭和39年）　開始海面埋立事業。
- 1966年（昭和41年）6月　B地區（東野、富岡、辯天、今川、鋼鐵通）造陸工程完工。
- 1967年（昭和42年）4月　南小學校開校。
- 1968年（昭和43年）6月23日　東野、富岡、今川、辯天、鋼鐵通成立。
- 1969年（昭和44年）3月　A地區（海樂、美濱、入船）造陸工程完工，營團地下鐵（現在的東京地下鐵）東西線開通。
- 1970年（昭和45年）11月　C地區（舞濱）造陸工程完工。
- 1971年（昭和46年）
  - 4月　漁業權完全放棄。
  - 8月2日　海樂、美濱、入船成立。
- 1972年（昭和47年）4月　縣立浦安高校開校，C地區護岸工程完工。
- 1974年（昭和49年）
  - 3月　「お洒落」指定為縣無形文化財。
  - 5月　老人福祉中心開館。
  - 8月　千葉縣認可Oriental Land的遊樂園計畫。
- 1975年（昭和50年）
  - 4月　東海大浦安高校開校。
  - 11月29日　舞濱成立。
- 1976年（昭和51年）10月　舉行「第1回產業祭」。
- 1977年（昭和52年）
  - 2月15日　「浦安新聞」創刊。
  - 3月　今川、見明川團地開始入住。
  - 4月　見明川小學校、堀江中學校開校，Oriental Land交通（現在的東京灣城市交通（日语：東京ベイシティ交通））巴士路線開通。
  - 7月　町營東野游泳池完成，國鐵舉行（現在的JR東日本）京葉線動土儀式。
- 1978年（昭和53年）
  - 9月26日　日之出、明海成立。
  - 10月　大三角線開通。
  - 11月　新浦安橋開通。
  - 12月10日　「月刊Basket」（月刊ばすけっと）創刊。
- 1979年（昭和54年）
  - 4月　富岡小學校開校。
  - 5月　農家消失。
  - 9月21日　港、千鳥成立。
- 1980年（昭和55年）
  - 3月24日　高洲成立。
  - 4月　美濱南小學校、入船北小學校、見明川中學校開校。
  - 6月　浦安市鄉土資料館開館。
- 1981年（昭和56年）3月12日　千鳥擴大至現在的面積。

### 浦安市
- 1981年（昭和56年）
  - 4月1日　市制施行，浦安市成立。東小學校、入船南小學校、入船中學校、東京學館浦安高校開校。
  - 7月　文化會館開館。
- 1982年（昭和57年）
  - 1月　地區保健中心完成。
  - 4月　堀江公民館が開館，舞濱小學校開校。
- 1983年（昭和58年）
  - 3月　浦安圖書館開館，葛南警察署成立。
  - 4月15日　東京迪士尼樂園開園，富岡公民館開館，美濱北小學校開校。
- 1984年（昭和59年）
  - 4月　富岡中學校、浦安南高校開校。
  - 5月　順天堂大學浦安醫院開院。
- 1985年（昭和60年）
  - 2月　發生墓地公園問題。
  - 3月　發表「非核平和都市」宣言。
  - 4月　美濱中學校開校。
  - 6月　中央公民館開館。
  - 11月　老人人口比率全國最低。
- 1986年（昭和61年）
  - 10月　新浦安站站前整備工事開工。
- 1987年（昭和62年）4月　美濱公民館開館，千葉地方法務局浦安出張所開所。
- 1988年（昭和63年）
  - 4月　浦安總合福祉中心開所，明海大學、日之出小學校、幼稚園、東海大附屬浦安中學校開校，浦安消防署堀江出張所開所。
  - 10月　銀髮人才中心（シルバー人材センター）開設。
  - 10月17日　浦安郵便局開局。
  - 12月1日　JR京葉線：蘇我～新木場路段開通，新浦安站、舞濱站開業。
- 1989年（昭和64年/平成元年）
  - 4月　中央圖書館新書庫誕生，順天堂醫療短期大學、國際教育學院日本語學校、東野保育園開校。
  - 5月7日　舉行「浦安誕生100周年紀念市民祭」。
- 1990年（平成2年）
  - 1月　與奧蘭多市締結姐妹都市。
  - 3月10日　JR京葉線全線開通。
  - 5月2日　東急東京灣酒店（日语：東急ホテルズ）開幕。
  - 6月28日　SHOPPERS PLAZA新浦安（日语：ショッパーズプラザ新浦安）開幕。
  - 7月　浦安市民廣場Wave101開幕。
  - 9月　CATV市內全域開局。
  - 11月21日　購物中心MONA新浦安開幕。
  - 12月　浦安中央武道館完成。
- 1991年（平成3年）　人口113,947人（42,348戶）
  - 5月　國際教育學院專門學校開校。
  - 7月　浦安簡易保險加入者中心之家「Casas de Campo浦安」（カーサ・デ・かんぽ浦安）開始入住。
  - 10月　浦安市集合事務所完成。
  - 10月5日・6日　舉行浦安市制10周年節慶。
  - 11月17日・18日・19日　第14回全國地方雜誌會議「浦安、行德大會」（月刊Basket主辦）。
- 2001年（平成13年）
  - 9月4日　東京迪士尼海洋開業。
- 2003年（平成15年）
  - 4月　高洲小學校開校。
- 2006年（平成18年）
  - 4月 了德寺大學、明海南小學校、明海中學校開校。
  - 6月25日 市制施行25周年活動「市民接觸25・25（ニコ・ニコ）Festival」（市民ふれあい25・25（ニコ・ニコ）フェスティバル）。此外、部分總合公園開園。
- 2010年（平成22年）
  - 9月19日 舉行第1回浦安節（ウラヤス・フェスティバル）。舉行埼玉龍神（埼玉縣埼玉市）、弘前佞武多（日语：弘前ねぷた）（青森縣弘前市）、五所川原立佞武多（日语：五所川原立佞武多）（青森縣五所川原市）、大牟田大蛇山（日语：大蛇山 (祭り)）（福岡縣大牟田市）等藝閣參加的遊行。
- 2011年（平成23年）
  - 3月11日 東日本大震災造成土壤液化造成中町、新町地區的災害。3月21日時，斷水約4,000戶，下水道使用限制約11,900戶，都市天然氣停止供給約5,800件。損害金額約734億日圓[6]。
  - 3月24日 適用災害救助法（日语：災害救助法）。
  - 4月1日 受到震災影響，浦安南高校（日语：千葉県立浦安南高等学校）暫時移往船橋市的舊縣立船橋旭高校（日语：千葉県立船橋旭高等学校）校舍（至8月31日為止）。6日舉行始業式、7日舉行入學式。
  - 4月10日 松崎秀樹市長與市選舉管理委員會拒絕執行千葉縣議會議員選舉（日语：2011年千葉県議会議員選挙）浦安市選舉區的投開票事務。

## 市名由來
初代浦安村村長新井甚佐衛門為祈求安泰曾表示「浦（海）やすかれ」（海，静止吧）。
《日本書紀》第3卷「神武記」其中一節記載「日本乃浦安之國」，浦安為日本（大和）的古稱、美稱。

## 人口
| 浦安市人口分布圖 |                                               |  |
| 浦安市與日本全國年齡別人口分布比較圖 （2005年資料） | 浦安市的年齡、男女別人口分布圖 （2005年資料） |  |
| ■紫色是浦安市 ■綠色是全国 | ■藍色是男性 ■紅色是女性                       |  |
| 浦安市人口變化 \| 1970年 \| 21,880人 \| \| \| 1975年 \| 32,251人 \| \| \| 1980年 \| 64,673人 \| \| \| 1985年 \| 93,756人 \| \| \| 1990年 \| 115,675人 \| \| \| 1995年 \| 123,654人 \| \| \| 2000年 \| 132,984人 \| \| \| 2005年 \| 155,290人 \| \| \| 2010年 \| 164,877人 \| \| \| 2015年 \| 164,024人 \| \| \| 2020年 \| 171,362人 \| \| |                                               |  |
| 資料來源：日本總務省統計中心提供之人口普查數據 |                                               |  |
| 1970年 | 21,880人                                      |  |
| 1975年 | 32,251人                                      |  |
| 1980年 | 64,673人                                      |  |
| 1985年 | 93,756人                                      |  |
| 1990年 | 115,675人                                     |  |
| 1995年 | 123,654人                                     |  |
| 2000年 | 132,984人                                     |  |
| 2005年 | 155,290人                                     |  |
| 2010年 | 164,877人                                     |  |
| 2015年 | 164,024人                                     |  |
| 2020年 | 171,362人                                     |  |

浦安是日本平均年齡最低的市町村。此外，東日本大震災造成的土壤液化現象造成房屋損毀，使得人口流出增加，2011年出現市制施行以來第一次人口減少的記録。

## 行政

### 市長
- 熊川好生（日语：熊川好生）（くまかわ よしお）（1981年4月 - 1998年9月28日）5任
※加上浦安町長時期共8任，長達29年
- 松崎秀樹（まつざき ひでき）（1998年11月1日 - ）4任

### 市議會
- 議員席次：21
- 議員任期：4年
- 預定下次改選時間：2015年

（以下為2011年改選前情況）
- 議長：秋葉要（公明黨）
- 副議長：岡本善德（政風會）
- 黨派
  - 政風會（6名）
  - きらり・青山會（6名）
  - 公明黨（3名）
  - 日本共產黨（3名）
  - 明日浦安（2名）
  - 無所屬（1名）

## 產業

### 工業
- 浦安鋼鐵團地（日本最大的鋼鐵流通基地[7]）

### 主要企業
- Oriental Land
- EXCEL航空（日语：エクセル航空）
- 丽格制鞋

## 姊妹都市
- 奧蘭多市（美國佛羅里達州）－1989年10月23日締結
因浦安與奧蘭多都是迪士尼樂園所在地，因此締結為姊妹都市。

## 住宅團地
- 見明川團地
- 今川團地
- 入船北團地
- 浦安Marina East 21（浦安マリナイースト21）

## 教育
大學
- 明海大學
- 順天堂大學醫療看護學部
- 了德寺大學

高等學校
公立
- 千葉縣立浦安高等學校
- 千葉縣立浦安南高等學校

私立
- 東京學館浦安高等學校
- 東海大學附屬浦安高等學校

中学校
公立
- 浦安市立明海中學校
- 浦安市立入船中學校
- 浦安市立浦安中學校
- 浦安市立富岡中學校
- 浦安市立日之出中學校
- 浦安市立堀江中學校
- 浦安市立見明川中學校
- 浦安市立美濱中學校

私立
- 東海大學附屬浦安高等學校中等部
- 東京學館浦安中學校

小学校
公立
- 浦安市立明海小學校
- 浦安市立明海南小學校
- 浦安市立入船北小學校
- 浦安市立入船南小學校
- 安市立浦安小學校
- 浦安市立高洲北小學校
- 浦安市立高洲小學校
- 浦安市立富岡小學校
- 浦安市立東野小學校
- 浦安市立東小學校
- 浦安市立日之出小學校
- 浦安市立日之出南小學校
- 浦安市立北部小學校
- 浦安市立舞濱小學校
- 浦安市立見明川小學校
- 浦安市立南小學校
- 浦安市立美濱北小學校
- 浦安市立美濱南小學校

## 交通

### 鐵路
東日本旅客鐵道（JR東日本）
- 京葉線：新浦安站 - 舞濱站

東京地下鐵
- 東西線：浦安站

舞濱度假區線
- 迪士尼度假區線：渡假區總站（日语：リゾートゲートウェイ・ステーション駅） - 東京迪士尼樂園站 - 海濱站 - 東京迪士尼海洋站

### 巴士路線
- 東京灣城市交通（日语：東京ベイシティ交通）
- 京成交通巴士（日语：京成トランジットバス）
- 京成巴士
- 散步巴士（さんぽバス）

### 道路

#### 高速道路、收費道路
- 首都高速灣岸線（浦安IC・舞濱入口（僅西行））

#### 一般國道
- 國道357號（灣岸道路）

#### 主要地方道
- 千葉縣道6號市川浦安線（日语：千葉県道6号市川浦安線）（市川浦安線）
- 千葉縣道10號東京浦安線（日语：千葉県道10号東京浦安線）（柳通/都縣境－浦安站）

#### 一般縣道
- 千葉縣道242號浦安停車場線（日语：千葉県道242号浦安停車場線）（柳通/浦安站－浦安IC）
- 千葉縣道276號西浦安停車場線（日语：千葉県道276号西浦安停車場線）（若潮通/新浦安站－舞濱交差點）
- 千葉縣道294號高速灣岸線

## 觀光

### 休閒
- 東京迪士尼渡假區
- 夜晚直升機空中遊覽（ナイトクルーズ）（EXCEL航空（日语：エクセル航空））

### 住宿設施
迪士尼飯店
- 迪士尼大使大飯店
- 東京迪士尼海洋觀海景大飯店
- 東京迪士尼樂園大飯店

- 浦安太陽飯店（浦安サンホテル）
- 浦安Beaufort賓館（浦安ビューフォートホテル）
- 醍醐飯店（ホテル醍醐）
- 東京灣東方飯店（日语：オリエンタルホテル東京ベイ）
- 浦安BRIGHTON飯店（日语：浦安ブライトンホテル）
- Pension&Cafe Unbirthday（ペンション&カフェ アンバースデイ）
- 東京灣EMION飯店（日语：ホテルエミオン東京ベイ）
- 椰林&噴泉中庭飯店（日语：パーム&ファウンテンテラスホテル）
- 三井花園飯店PRANA東京灣（日语：三井ガーデンホテルプラナ東京ベイ）
- Flexstay Inn新浦安（フレックステイイン新浦安）
- 東京太陽之路廣場大飯店（日语：サンルートプラザ東京）
- 東京灣舞濱酒店 度假俱樂部（日语：東京ベイ舞浜ホテル　クラブリゾート）
- 東京灣大倉飯店（日语：ホテルオークラ東京ベイ）
- 希爾頓東京灣大飯店（日语：ヒルトン東京ベイ）
- 東京灣喜來登大酒店（日语：シェラトン・グランデ・トーキョーベイ・ホテル）
- 舞濱夢幻飯店（日语：ホテルドリームゲート舞浜）
- 舞濱EURASIA（舞浜ユーラシア）
- 東京灣舞濱酒店（日语：東京ベイ舞浜ホテル）
- Hotel MyStays舞濱（ホテルマイステイズ舞浜）

### 景點
- 舊宇田川家住宅（日语：旧宇田川家住宅）
- 舊大塚家住宅（日语：旧大塚家住宅）
- 浦安市鄉土博物館（日语：浦安市郷土博物館）
- 屋形船

### 祭典活動
- 浦安三社祭（日语：浦安三社祭）
- 浦安市民祭

### 其他
- 三番瀨（日语：三番瀬）（谷津干潟）

## 知名人士
- 華原朋美（歌手）－出生地為東京都
- 八木沼悟志（作曲家、音樂製作人）
- 藤江麗奈　(AKB48)
- 阿部慎之助（職棒選手、讀賣巨人）
- 玉田圭司（足球選手、名古屋鯨魚）
- 滨冈贤次（漫画家）

## 體育隊伍
以浦安市為主場的體育隊伍
- Bardral浦安（日语：バルドラール浦安フットボールサラ）（日本五人制足球聯盟（日语：日本フットサルリーグ））
- 浦安SC（日语：浦安SC）（關東足球聯盟（日语：関東サッカーリーグ））

## 以浦安為背景的作品
- 浦安鉄筋家族（抓狂一族）
- 幸運女神

## 其他
- 外國人登錄者數：4,719人（2007年1月底）
- 社區廣播（日语：コミュニティ放送）：FM U-LaLa（日语：エフエム浦安）、市川FM放送（日语：いちかわエフエム）

### 飛機噪音
浦安市內東京灣沿岸地區因靠近羽田機場，來自新千歲機場與東北地方機場等地的飛機在低空通過或迴轉時造成噪音，成為浦安市自治體的嚴重問題。此外，羽田機場在2010年10月增設跑道與航班國際化，今後動向值得關注。

### 成人式
浦安市從2002年起於東京迪士尼樂園舉行成人式。這項特別的成人式獲得全國媒體的報導，使得「浦安市成人式」成為全國知名活動，每年參加率超過70%。
但是，對於代表成為大人的成人式在「遊樂園」舉行也引發不同評價。2006年1月10日的朝日新聞晚報專欄「素粒子」批評浦安市的成人式欠缺考慮，浦安市長、教育長因而向朝日新聞社提出抗議。此外，參加者入園門票4,930日圓（1,000人以上團體票費用）由市府全額負擔，1人經費達6,270日圓（總額約770萬日圓）（2008年），較其他都市為高。隨著浦安市不斷上漲公用事業收費，稅金的使用成為市民關注的焦點，市議會也因此開始重視成人式經費問題。

### 圖書館
浦安市立圖書館在圖書館學領域中是極為知名的優良圖書館。有許多國內外公立圖書館相關人士來此視察。

## 備註
1. ↑  . 浦安市. July 2005  [2008-11-14]. （原始内容存档于2009-03-21）.
2. ↑  . 浦安市.   [2008-11-14]. （原始内容存档于2008-12-04）.
3. ↑  . うらやすニュース. 2008-11-01  [2008-11-14]. （原始内容存档于2011-07-22）.
4. ↑  . 伊丹市ポータル.   [2008-11-14]. （原始内容存档于2011-07-22）.
5. ↑  . 國土交通省.   [2008-11-14]. （原始内容存档于2008-10-15）.
6. ↑  読売新聞2011年3月22日千葉13版23面液状化の浦安「三重苦」 （页面存档备份，存于）
7. ↑  "鉄鋼団地/浦安市" （页面存档备份，存于）. 浦安市. 2014年4月12日閲覧。
8. ↑  TDL成人式：「経費1人6270円」浦安議会で疑問の声 （页面存档备份，存于）・毎日jp（毎日新聞）・2008年9月29日

## 外部連結
行政
- 浦安市 （页面存档备份，存于）
- 千葉縣浦安市的X（前Twitter）

觀光
- 浦安市觀光協會 （页面存档备份，存于）